# Dr Clitterhouse
Dr Clitterhouse – amerykański film kryminalny z 1938 roku w reżyserii Anatole Litvaka. 

## Treść
Genialny lekarz studiuje umysł przestępców i udaje jednego z nich, ale w pewnym momencie jego drogi krzyżują się z prawdziwymi gangsterami.

## Obsada
- Edward G. Robinson - Dr. Clitterhouse
- Claire Trevor - Jo Keller
- Humphrey Bogart - 'Rocks' Valentine
- Donald Crisp - inspektor Lewis Lane
- Henry O’Neill - sędzia
- John Litel - prokurator Monroe
- Ward Bond - Tug